# Галярма
Галярма (в верховье Мокрая Галярма; мат. Kälärmä — «рыбная [река]») — река в Нижнеудинском районе Иркутской области России.
Название реки, предположительно, происходит от маторского kälä — «рыба» и топоформанта -rma.
Длина — около 2-х км (с Мокрой Галярмой — 15 км). Собственно Галярма начинается при слиянии рек Сухая (левый приток) и Мокрая Галярма (правый приток). Левый приток реки Катарма, абсолютная высота устья — 298 метров. Длина Мокрой Галярмы до слияния с Сухой Галярмой — примерно 12,7 км, Сухой Галярмы до слияния с Мокрой — примерно 9,3 км. Исток Мокрой Галярмы расположен на высоте примерно 437 метров, в районе истока река может пересыхать. Справа в реку впадают пять безымянных речек и ручьёв, два из ни пересыхающие. Река течёт в юго-восточном направлении, сохраняя его и после слияния с Сухой Галярмой. Сухая Галярма образуется в результате слияния двух речек на высоте около 350 метров над уровнем моря, которые в свою очередь также образованы при слиянии двух пересыхающих ручьёв каждая. Течёт на юг, отклоняясь к юго-востоку.
Долина реки заболочена, покрыта лесами, преимущественно берёзовыми, долины Сухой и Мокрой Галярмы покрыты смешанными сосново-берёзовыми лесами, встречаются также пихта и осина.